# Magura (Felsőcsertés község)
Magura románul: Măgura-Toplița, település Romániában, Erdélyben, Hunyad megyében.

## Fekvése
Dévától északkeletre fekvő település.

## Története
Magura nevét 1805-ben említette oklevél. 1888-ban Megura, 1913-ban Magura néven írták. 1974-ben Felsőcsertés község faluja nyugatra.
A trianoni békeszerződés előtt Hunyad vármegye Dévai járásához tartozott.
1956-ban 295  lakosa volt. 1966-ban 267 lakosából 266 román, 1992-ben 178 lakosából 177 román, 1 magyar, a 2002-es népszámláláskor 128 román lakosa volt.